# Bezirk Viļāni
Der Bezirk Viļāni (Viļānu novads) war ein Bezirk in Lettland, der von 2009 bis 2021 existierte. Bei der Verwaltungsreform 2021 wurde der Bezirk aufgelöst, sein Gebiet gehört seitdem zum neuen Bezirk Rēzekne.

## Geographie
Der Bezirk lag im östlichen Teil des Landes und wurde vom Fluss Malta durchflossen.

## Bevölkerung
Seit 2009 bestand die Verwaltungsgemeinschaft mit drei umliegenden Gemeinden (pagasts). 2016 waren 6361 Einwohner gemeldet, von denen 51,4 % die lettische und 45,5 % die russische Staatsangehörigkeit angaben.

## Nachweise
1. ↑  Vides aizsardzības un reģionālās attīstības ministrija (Ministerium für Naturschutz und Regionalentwicklung), Karten und Auflistung der Verwaltungseinheiten, abgerufen am 27. Juli 2021